# Pariphinotus seticoxa
Pariphinotus seticoxa is een vlokreeftensoort uit de familie van de Phliantidae. De wetenschappelijke naam van de soort is voor het eerst geldig gepubliceerd in 1976 door Ortiz.